# La Roca Hirviente, Primera Parte (Avatar: La Leyenda de Aang)
La Roca Hirviente, primera parte es el quincuagésimo cuarto episodio de la serie animada de Nickelodeon Avatar, la leyenda de Aang, y el décimo cuarto episodio del Libro 3: Fuego. Explica cómo Sokka y el Príncipe Zuko llegan a la Roca Hiriviente (la prisión más segura de la Nación del Fuego), para liberar a Hakoda, el padre de Sokka.

## Sinopsis
Aang y sus amigos se encuentran el Templo Aire del Oeste de noche, mientras Zuko se encuentra preparando té para todos, comentando que fue su tío quien le enseñó a prepararlo. Mientras les reparte el te, Zuko intenta decir una broma que Iroh le dijo, pero como no se acuerda como es, todos se ríen de él. Katara se burla sarcásticamente de él. 
Cuando le va a servir té a Sokka, este le dice si podrían hablar en privado. Sokka y Zuko se alejan del grupo. Sokka le pregunta a Zuko a donde van los prisioneros capturados por la Nación del Fuego. Zuko no le quiere decir a Sokka, pero cuando le dice que es su padre el que fue capturado, Zuko le dice que, posiblemente lo hayan llevado a la Roca Hirviente, la prisión más segura de la Nación del Fuego, y que esta en el Lago Hirviente dentro de un volcán. Sokka le pregunta donde queda realmente, y Zuko desconfía, pero finalmente le dice que la prisión queda cerca del Templo del Aire del Oeste, no lejos de donde están, en una isla, entre la capital de la Nación del Fuego y el templo Aire del Oeste. Sokka, le da las gracias, pero Zuko sigue desconfiando.
Mientras todos duermen, Sokka se levanta sigilosamente y se dirige a Appa, con una mochila sobre el hombro, casi por pisar a Momo, Sokka empieza a subir a Appa, pero se sorprende al ver que Zuko se había quedado en la montura. Zuko le ruega que no vaya, pero Sokka le dice que tiene que hacerlo, quiere recuperar su honor, que fue su culpa que los capturan al planear el la invasión y no retirarse cuando se las cosas empezaron a salir mal. Zuko accede a ayudarlo, pero en vez de ir en Appa, van en el globo de guerra que Zuko tomó del día de la invasión.
Por la mañana mientras Momo duerme, con una nota sobre su estómago. Katara se despierta y la toma, se las lee a Toph y Aang. Es una nota escrita por Sokka y Zuko diciendo que fueron a pescar y que regresan en unos días. Zuko le dice a Aang que, cada vez que escuche a un sapo croar que haga diez sentadillas, a lo que Aang dice, que nadie más tiene que hacer tarea.
La siguiente escena muestra al globo de guerra volando. Sokka está recostado en un rincón, y Zuko lanza llamaradas al horno para que el globo flote. Los dos están en un silencio incómodo. Sokka, intenta romper el hielo haciendo un comentario sobre las nubes. Luego Sokka cuenta que un amigo del fue el que hizo el globo de guerra. Zuko dice que su padre es muy bueno en la guerra, y Sokka le responde que es algo genético. Zuko se enoja, y le dice que no todos en su familia son así, Sokka se disculpa con él, pero en realidad Zuko se referían a su tío, pero se siente culpable, ya que lo abandonoen Ba Sing Se. Sokka lo alienta, diciéndole que su tío debería estar muy orgulloso de él, por abandonar su casa y unirse al avatar, por ser muy valiente. Zuko responde que no fue muy difícil. Sokka le pregunta si no dejó a nadie, y Zuko responde que dejó a su novia Mai, para no involucrarla con su "traición" a su país. Sokka dice que su primera novia se convirtió en la Luna y Zuko le consuela.
Más tarde, de noche, llegan al volcán donde se encuentra la prisión, rodeada por un lago de agua hirviente, justo en medio, hay una pequeña isla en donde esta la prisión. Zuko y Sokka empiezan a descender, ya que el globo flota debido a que el aire caliente es más ligero que el normal; sin embargo el aire que sale del volcán se encuentra más caliente que el del globo, por lo que pierden altura. Por suerte, consiguen hacer un aterriza forzoso. Zuko le recrimina a Sokka su plan para ir a la prisión, mientras Sokka se deshace del globo pese a las quejas de Zuko.
Una vez dentro de la Roca Hirviente, Zuko y Sokka se disfrazan de soldados para pasar desapercibidos. Es entonces cuando una cuadrilla de soldados salen corriendo por un pasillo y les dicen que les sigan. Ambos obedecen y van al patio central, dónde se encuentra un guardia peleando con un prisionero. Cuando han terminado de hablar, se da la vuelta dispuesto a marcharse, pero en el último segundo le ataca con un látigo de fuego y el prisionero se defiende usando Fuego Control. El guardia dice que usar Fuego Control en la prisión está prohibido y le ordenan que lo manden "al congelador", una prisión especial que evita que los Maestros Fuego usen Fuego Control. Le encomienda a Sokka que le siga y este obedece. Una vez que el prisionero se encuentra bastante tiempo en el congelador, llega el Alcalde, la máxima autoridad en la Roca Hirviente, lo llama por su nombre, Chit Sang, y le dice que sabe sobre su intento de escapar usando Fuego Control y le dice que está muy equivocado, pues nadie ha escapado de la prisión.
Mientras Sokka lleva al prisionero, Zuko busca información sobre los prisioneros recientes hablando con los guardias. Más tarde se reúne con Sokka y le dice que no hay prisioneros de guerra del Día del Sol Negro. Sokka se desespera y pierde la esperanza, Zuko intenta animarle inventándose una extraña filosofía sobre las nubes, intentando imitar a su tío. Es entonces cuando Sokka recupera el ánimo y Zuko se alegra porque pensaba que lo que decía no tenía sentido y Sokka le dice sarcásticamente que lo que decía no tenía sentido y señala al patio, dónde se encuentra Suki.
Más tarde, Suki encerrada en su celda cuando de pronto la puerta se abre y aparece Sokka disfrazado de soldado. Suki lo amenaza y Sokka inenta besarla. Como resultado, recibe una golpe de la guerrera Kyoshi y se le cae el casco. Al ver su cara, Suki se lanza a los brazos de Sokka y se besan. Hablan acerca de cómo escapar y este le cuenta a Suki que tal vez tenga un plan que tendrá que discutir con Zuko. Entonces, Zuko avisa a Sokka de que se acerca una guardia, que . le exige que se aparte para llevarse a la prisionera. Zuko intenta convencerla mediante palabras, pero no funciona, así que le hace una llave para inmovilizarla. Sokka sale entonces de la celda tras despedirse de Suki sin que la guardia lo vea, pero le ve a lo lejos y le pide ayuda. Sokka le hace una llave a Zuko y lo arrestan mientras le susurra a Zuko que siga su plan.
Zuko está prisionero en una celda y entonces llega el Alcalde, que saluda sarcástico a Zuko llamándole por su nombre. El aludido, con sorpresa, le pregunta cómo es que sabe su nombre y le contesta que él le rompió el corazón a su sobrina. Zuko le reconoce entonces: es el tío de Mai. Luego, Sokka se reúne con Zuko y Suki, que no tienen un buen reencuentro (por obvias razones). Les cuenta que para salir usarán el congelador-celda para flotar sobre el río de agua hirviente. Chit Sang lo escucha todo y les dice que se unirá a la fuga o los delatará. Después este y Zuko simulan una pelean en la cual el Zuko usa Fuego Control y es aislado al congelador. Una vez dentro y pasando un rato, Sokka aparece para ver si ha cumplido su objetivo y se levanta para ver que tiene un montón de tuercas encima, las cuales quitó usando la llave inglesa fija que le dio Sokka. Ambos se esconden cuando un par de guardias pasaban por ahí. En la conversación, ambos oyen que van a recibir una nueva tanda de prisioneros de guerra. Sokka y Zuko piensan que Hakoda puede estar ahí con ellos, por lo que el príncipe le pregunta si quiere quedarse a comprobarlo. Aunque Sokka duda, al final decide seguir el plan establecido.
En la noche se ve a Chit Sang con otros dos priosoneros (su mejor amigo y su novia) que ayudan a Sokka, Suki y Zuko a bajar el congelador. Antes de partir, Zuko le propone a Sokka el quedarse a verificar si de verdad su padre está entre los nuevos presos de guerra, a lo que Sokka se niega admitiendo que no quiere cometer más errores por su culpa. Zuko le dice que tal vez no sea un error y al final él Sokka y Suki se quedan mientras los presos se van flotando. Por la mañana, los prisioneros que han seguido con el plan se encuentran demasiado acalorados, por lo que Chit Sang al intentar remar con un pedazo de metal, el agua hirviente se salpica y su
mano se quema. Suena la alarma y el Alcalde da la orden de que los recapturen, ya que nuevos prisioneros llegaran en poco tiempo, además de que preferiría ser arrojado al lago hirviente antes de que un prisionero lograra escapar de la prisión y rompiera su récord de cero fugas, cuando el Alcalde ordena que los metan al congelador, el guardia comenta que el congelador es lo que los prisioneros están usando para escapar, el Alcalde le grita que obviamente se refiere a uno que se encuentre fijo a la prisión. Mientras tanto Sokka, Suki y Zuko, observan cómo bajan los nuevos prisioneros, pero no ven a Hakoda. Sokka se desespera, pero entonces oye a los guardias llamándole la atención a un prisionero rezagado. Es Hakoda.
- Datos: Q5965126